# Ivan Pleva
Ivan Pleva (...) è un giocatore di football americano serbo, che gioca nel ruolo di runningback per i Beograd Vukovi.